# Kirchenbezirk Bremgarten

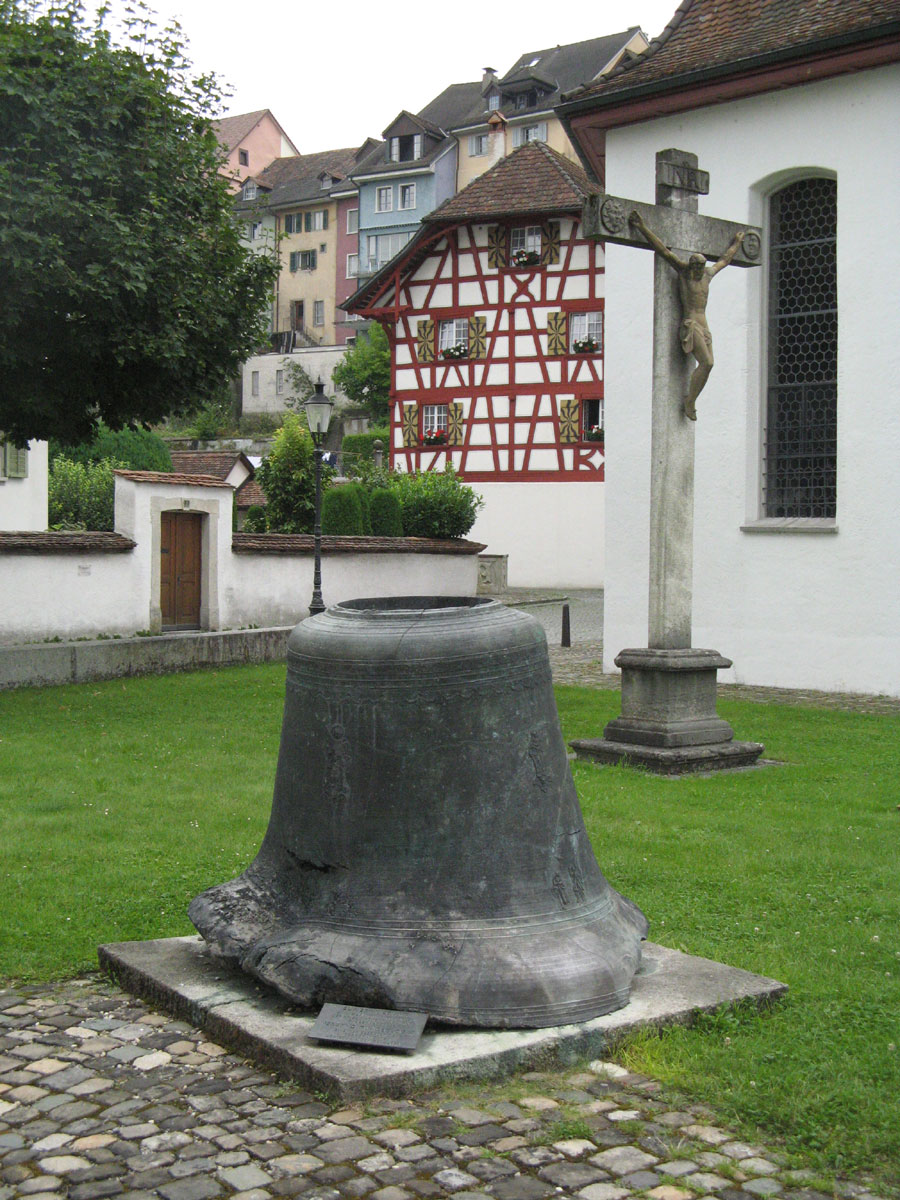
Blick auf die Ehrenkaplanei von der Kirchenwiese her

Die Stadtkirche bildet den Mittelpunkt des Kirchenbezirks in der Bremgarter Unterstadt. Dieser umfasst St.-Anna-Kapelle, Muttergotteskapelle und St.-Klara-Kapelle sowie Pfarrhaus, Pfarreihelferhaus, Organistenhaus, Ehrenkaplanei, Kaplanei St. Anna, Sigristenhaus und ein Pfrundhaus. Die Kirche ist umgeben von Rasen, die einst ein grosser Friedhof waren. Seit den 1980er Jahren existieren wieder einzelne Gräber von Geistlichen in der Nähe des alten Begräbnisganges.

## Lage um den Kirchhofplatz

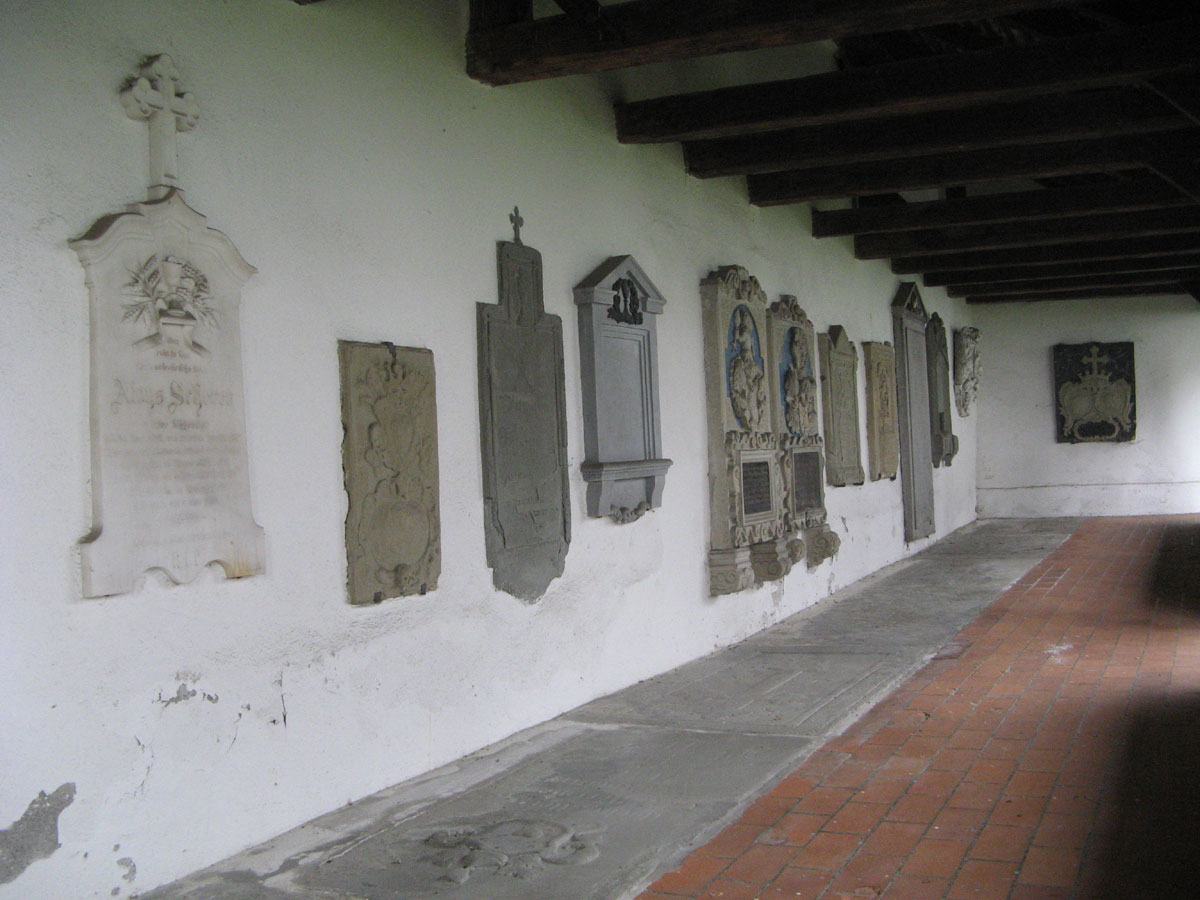
Begräbnisgang zwischen St.-Anna-Kapelle und Muttergotteskapelle

Das Zentrum des Kirchbezirkes bildet die Stadtkirche, die freistehend auf dem Kirchhofplatz steht. Der Platz wird durch drei Strassen sowie durch das südöstlich gelegene Ensemble der St.-Anna-Kapelle und der Muttergotteskapelle begrenzt. Nordöstlich verläuft die Pfarrgasse, nordwestlich die Schodolergasse, südwestlich die Kirchgasse. Hinter dem Ensemble verläuft die Schenkgasse, die nördlich der Pfarrgasse zur Schulgasse wird.
An der Nordostseite des Kirchhofplatzes befindet sich das katholische Pfarrhaus und neben dem Pfarrhaus das Pfarrhelferhaus. Die Ehrenkaplanei befindet sich südöstlich des Pfarrhelferhauses an der Schulgasse. Die Muttergotteskapelle liegt östlich der Begräbnisshalle, die sich vor und unter dem Organistenhaus befindet. Die St.-Anna-Kapelle steht westlich davon.
Hinter der Muttergotteskapelle an der Schenkgasse, steht ein Pfrundhaus, welches Alte Pfrund oder Schwarzes Schloss genannt wird. Das Sigristenhaus und die Kaplanei St. Anna stehen an der Nordwestseite an der Schodolergasse. Das ehemalige Kloster St. Klara mit der St.-Klara-Kapelle befindet sich nördlich des Kirchhofplatzes zwischen der Schodolergasse und Pfarrgasse und berührt den Platz nur mit seiner südlichsten Ecke.

## Gebäude
Das St.-Klara-Kloster wurde 1377 gegründet und am 23. August 1798 aufgelöst. Die Stadtkirche ist dem heiligen St. Nikolaus geweiht. Die ältesten Teile stammen von 1343. Die Kirche brannte am 28. März 1984 aus, wurde aber originalgetreu wieder aufgebaut. Die ehemalige Klosterkirche entstand 1625.

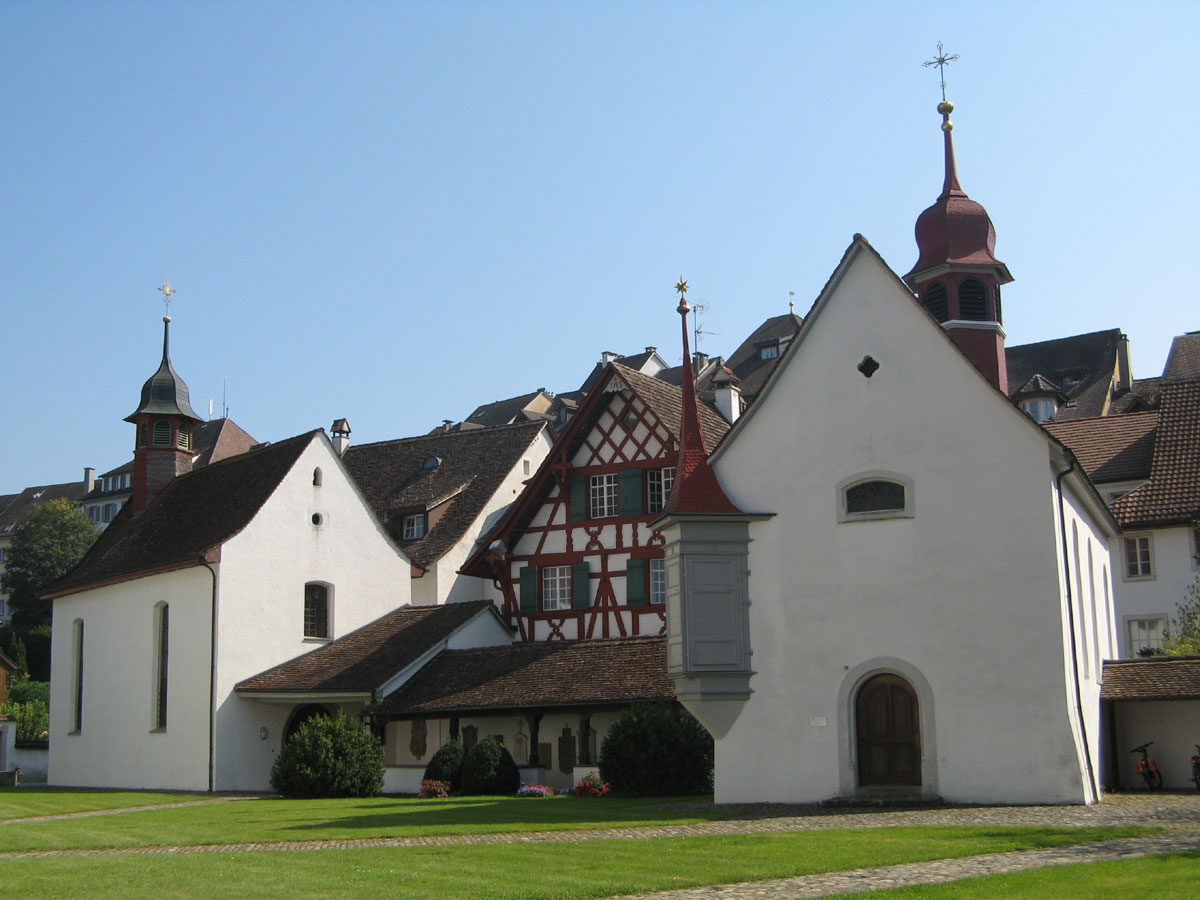
V. l. n. r. Muttergotteskapelle, Organistenhaus, St.-Anna-Kapelle

Die St.-Anna-Kapelle befindet sich in der südlichen Ecke des Kirchhofplatzes. Sie ist über die Begräbnishalle mit der Muttergotteskapelle verbunden. Das genaue Baudatum der Kapelle ist unbekannt. Es ist ungewiss, ob sie aus dem 1395 erstmals erwähnten Beinhaus hervorgegangen ist. Gesichert ist nur das Jahr der Einweihung des Altars. Dieser wurde 1487 zu Ehren der Mutter Jesu, aller Aposteln und der Heiligen Wolfgang, Blasius, Martha und Ottilia geweiht. Anlässlich der 1957/58 durchgeführten Ausgrabungen und Maueruntersuchungen kam man zum Ergebnis, dass mit grosser Wahrscheinlichkeit die Kapelle kurz vor der Weihe neu erbaut wurde. Sie hatte ursprünglich zwei Geschosse. Über eine Aussentreppe konnte man ins zweite Geschoss gelangen. Südlich war ein Beinhaus an die Kapelle gebaut.
Im Jahr 1645 wurde die Kapelle umgebaut und vergrössert. So entfernte man den Zwischenboden und erhöhte den Erdgeschossboden um 0,9 Meter. Auch der heutige Chor wurde angebaut. Dafür musste das Beinhaus abgebrochen werden. Zeitgleich wurde an der Aussenfassade der Ölberg von Gregor Allhelg erneuert. Die Kapelle wurde am 25. Juli 1647 zu Ehren der heiligen Martha geweiht. Spätestens seit 1774 ist die heilige St. Anna die Hauptpatronin der Kapelle. Am Altar finden sich Privilegierungen aus dem Jahre 1759 und 1775. Der Maler Johann Baptist Peragrin aus Konstanz renovierte den Ölberg im Jahr 1775. Im Jahr 1957 richtete man die damals verwaiste Kapelle anlässlich einer Innenrenovation zur Taufkapelle her. 1958/59 unterzog man das Bauwerk einer Aussenrenovation, wobei H. A. Fischer aus Bern wiederum den Ölberg renovierte. Bei der erneuten Renovation 1987 versetzte man den Taufstein in die Stadtkirche. Seither wird die Kapelle für Ausstellungen genutzt.
In der Kapelle steht ein Altar mit einer Erscheinung aus schwarzem Marmor. Vermutlich wurde er von Gregor Allhelg geschaffen. Auf ihm stehen Statuen des heiligen Melchior und der heiligen Verena. Die Melchiorstatue stammt aus dem Jahr 1655, die Verenastatue aus dem Jahr 1658. Die Heiligen sind die Namenspatrone des Stifterpaares Melchior Honegger und Verena Schriber.
Neben dem heiligen Melchior und der heiligen Verena ist seit dem Jahr 1774 zusätzlich St. Anna die Hauptpatronin der Kapelle. Die Kapelle diente von 1975 bis 1987 als Taufkapelle. Der Taufstein wurde nach der Renovation in der Stadtkirche aufgestellt. Heute An der St.-Anna-Kapelle befindet sich in einem Erker das Triptychon der Ölberg des Bildhauers Gregor Allhelg, welches um die Osterzeit geöffnet wird.
Muttergotteskapelle: Auf dem Grund einer früheren, im Jahr 1409 erbauten Kapelle errichtete man 1452 eine neue Kapelle der Liebfrauenbruderschaft. Beim Neubau wurde die Kapelle mit Fresken ausgestattet, die während der Reformation übermalt wurden. Nach dem Ende der Reformation und der Rückkehr Bremgartens zum katholischen Glauben entstanden neue Fresken. Die frühen spätgotischen Fresken wurden während der Restauration von 1957/1958 wieder freigelegt.
Im Altarraum befindet sich eine Kreuzigungsgruppe des Gregor Allhelg. Seit 1607 trennt ein Stabgitter mit einem später angebrachten Rankenaufsatz den Altarraum vom Schiff. 1608 wurde die Kapelle ausgebaut, da sie als Wallfahrtskapelle zu klein geworden war. 1757 erhielt sie während der Barockisierung einen neuen Rokoko-Altar. Er wurde 1767 mit einer Nachbildung des Einsiedler Gnadenbildes von Johann Baptist Babel erweitert.
Das katholische Pfarrhaus an der Nordseite des Kirchhofplatzes geht im Kern noch auf das mittelalterliche Bauwerk zurück. Maurermeister Arbogast Rey renovierte es 1738 versah es mit einem rückseitigen Treppenhaus. Der fast quadratische Steinputzbau besitzt ein Satteldach. Das geschnitzte, stichbogige Louis-seize-Portal entstand 1811.
Das spätgotische Pfarrhelferhaus neben dem Pfarrhof wurde 1952/53 renoviert und teilweise umgebaut. Die Schaufront mit dem dreistufigen Staffelgiebel ist zum Kirchhofplatz ausgerichtet und wird zwischen den beiden Obergeschossen von einem Schleppdach unterteilt. Bei der ehemaligen Ehrenkaplanei handelt es sich um einen freistehenden Fachwerkbau mit gemauertem Erdgeschoss, der früher verputzt war.
Die ehemalige Kaplanei St. Anna ist ein Reihenhaus an der Schodolergasse. Das gemauerte Erdgeschoss besitzt ein gefasstes, stichbogenartiges Verkaufsfenster. Die beiden erkerartig vorstehenden Obergeschosse besitzen eine dekorative Zierriegelfassade.
Das ehemalige Sigristenhaus ist ebenfalls ein Reihenhaus an der Schodolergasse. Das Erdgeschoss ist gemauert. Wie das Nachbarhaus, die ehemalige Kaplanei, besitzt es zwei erkerartig vorstehende Obergeschosse. Bei den Obergeschossen wurde anlässlich einer Renovation die dekorative Riegelfassade wieder freigelegt, früher war diese verputzt.
Das ehemalige Organistenhaus bildet zusammen mit der St.-Anna- und der Muttergotteskapelle ein Ensemble. Es wurde 1639 erbaut und 1972 renoviert. Es war ursprünglich nicht als Organistenhaus gedacht gewesen, sondern war das Haus der 1458 gegründeten Michaelskaplanei. Der mit einem gekrümmten Satteldach gedeckte Riegelbau besitzt einen hohen Mauersockel, der mit spitzbogigen Kellerlichtern versehen ist. Es wird heute ausschliesslich als Wohnhaus gebraucht.